# Oratorio della Beata Vergine delle Grazie (Onsernone)
L'oratorio della Beata Vergine delle Grazie detto del Matro è un edificio religioso che si trova a Matro, frazione di Onsernone in Canton Ticino.

## Storia
Noto anche come oratorio della Madonna delle Rose, fu edificato nel 1671 inglobando una cappella preesistente, subì restauri e ristrutturazioni negli anni 1826, 1874 e 1940.

## Descrizione
All'interno, sull'altare maggiore è posta la pala d'altare settecentesca raffigurante il Martirio di san Pietro apostolo. La cappella laterale destra presenta stucchi barocchi dell'inizio del secolo XVIII e un affresco della Madonna forse tardocinquecentesco, ritoccato nel 1940 da Pompeo Maino insieme ai dipinti devozionali laterali con San Defendente e San Remigio. La volta è a crociera.